# Freeworld Entertainment
Freeworld Entertainment fue un sello discográfico, principalmente de rock alternativo y hip hop, fundado en 1997 por Dallas Austin y Kevin Czinger. Fue distribuido por Independent desde 1997 a 1998 y, posteriormente, por Capitol Records desde 1999 hasta 2002.

## Historia

### Origen (1996-1998)
La historia de Freeworld comienza con la compra de Zoo Entertainment por Bertelsmann Music Group por parte de Kevin Czinger en 1996 con el apoyo financiero de Allen & Co. Aunque Zoo se ejecutó inicialmente junto con el propio sello de Czinger, Volcano Entertainment, finalmente fue absorbido por él. En el otoño de 1997, Czinger fusionó el sello con Rowdy Records de Dallas Austin para crear Freeworld Entertainment. Como una combinación de los respectivos sellos discográficos de los dos productores, Freeworld estaba formado por artistas de los catálogos de ambos sellos anteriores.
La etiqueta se benefició de las conexiones de la industria de Austin y la perspicacia de Czinger en el negocio. Desafortunadamente, la etiqueta estuvo forjada con mala suerte desde sus inicios. En septiembre de 1997, un mes después de que Austin y Czinger trabajaran juntos, Tool, el exartista insignia de Volcano Entertainment, intentó disolver los lazos con el sello alegando que Freeworld no había ejercido su opción de renovar el contrato de la banda. Para empeorar las cosas, Austin se retiró de la etiqueta después de que Freeworld hiciera inversiones considerables en sus artistas.
Czinger intentó recordar su éxito anterior cambiando el nombre de la etiqueta a Zoo Entertainment, sin embargo, el daño ya era demasiado severo. En la primavera de 1998, después de invertir más de 20 millones de dólares en Freeworld, Allen & Co. vendió el sello a Zomba Label Group de Clive Calder. Zomba finalmente trajo de vuelta el nombre de Volcano Entertainment. No fue hasta diciembre de 1998 que se resolvió la demanda con Tool, sin embargo, para entonces, el nombre de Freeworld ya se había terminado.

### Reactivación (1999-2002)
A principios de 1999, Capitol Records entabló una relación con Austin para reiniciar el sello Freeworld Entertainment. Algunos de los primeros artistas en el sello recién formado fueron el cuarteto vocal de Detroit Vega y el vocalista preadolescente de R&B, Sammie. La nueva versión de Freeworld duró hasta principios de la década de 2000, sin embargo, finalmente también se disolvió. Austin continuaría reformando su propio Rowdy Records en 2005 bajo Universal Music Group.

## Artistas

### Inicios
Muchos artistas de Volcano Entertainment y Rowdy Records estaban en el sello Freeworld, sin embargo, no todos llegaron. La siguiente lista muestra los artistas que tuvieron lanzamientos físicos reales (promocionales o de otro tipo) con Freeworld.
- Tool
- Joi
- The Interpreters
- Lysette Titi
- Derrick Dimitry
- Don Chili

### Reactivación
Estos artistas lanzaron la segunda encarnación de Freeworld. No estaban necesariamente afiliados a la encarnación anterior de Freeworld, ni a Volcano o Rowdy Records.
- Richard Lugo
- JT Money
- Sammie
- Vega